# Makeen
Makeen oder Makin ist eine Stadt in der pakistanischen Region Südwasiristan in der Provinz Khyber Pakhtunkhwa.
Die Gegend um Makeen ist vom Konflikt in Nordwest-Pakistan betroffen und galt als Hochburg der Tehrik-i-Taliban Pakistan (TTP).
Am 8. Juni 2011, kurz nach Mitternacht, griffen etwa 100 bis 150 Kämpfer der TTP einen Stützpunkt der pakistanischen Streitkräfte in Makeen an. Dabei kamen etwa 20 Menschen ums Leben.